# Amblyscirtes reversa
Amblyscirtes reversa là một loài bướm ngày thuộc họ Hesperiidae. Nó phân bố rải rác từ tây nam Virginia, phía nam đến miền bắc Georgia. Nó cũng được tìm thấy ở miền nam Mississippi và miền nam Illinois.
Sải cánh dài 29–35 mm. Con trưởng thành bay từ tháng 4 đến tháng 8. Có hai đến 3 lứa một năm.
Ấu trùng ăn Arundinaria tecta. Con trưởng thành ăn mật hoa.